# Christoph Preuß
Christoph Preuß (Giessen, en la región de Hesse, Alemania, 4 de julio de 1981) es un exfutbolista alemán. Jugaba como mediocampista o defensa en la 1. Bundesliga con el Eintracht Fráncfort, Bayer Leverkusen y VfL Bochum.

## Clubes
| Club                      | País     | Año       |
| ------------------------- | -------- | --------- |
| Eintracht Fráncfort       | Alemania | 2000-2004 |
| Bayer Leverkusen (cedido) | Alemania | 2002-2003 |
| VfL Bochum                | Alemania | 2004-2005 |
| Eintracht Fráncfort       | Alemania | 2005-2010 |